# Fort Yates
La ville de Fort Yates est le siège du comté de Sioux, dans l’État du Dakota du Nord, aux États-Unis. Sa population, qui s’élevait à 184 habitants lors du recensement de 2010, est estimée à 202 habitants en 2019. Fort Yates fait partie de la réserve indienne de Standing Rock.

## Histoire
Un poste de l’armée américaine a été établi sur ce site en 1863 sous le nom de Standing Rock Cantonment, destiné à une garnison de l’armée américaine pour superviser des bandes Hunkpapa et Blackfeet, ainsi que des Lakota Oyate. En 1878, l’armée américaine a renommé le fort en l’honneur du capitaine George Yates, tué par les Lakota Oyate lors de la bataille de Little Big Horn en 1876. La ville qui s’est développée était également connue sous le nom de Fort Yates. Le poste et le fort de l’armée ont été désaffectés en 1903.
Fort Yates a également servi de siège social à l’Agence indienne américaine Standing Rock, qui, à la fin du XIXe siècle, était dirigée par l’agent du service indien américain James McLaughlin. Inquiet que le chef Lakota Hunkpapa Sitting Bull puisse participer au mouvement Ghost Dance, il ordonna l’arrestation du chef le 14 décembre 1890. Au cours de l’événement, le chef a été abattu à l’aube dans sa cabane en rondins par la police de l’agence.
Sitting Bull fut enterré à Fort Yates. En 1953, sa famille a autorisé l’exhumation de ses restes et leur transfert dans une tombe surplombant la rivière Missouri près de son lieu de naissance à Mobridge, dans le Dakota du Sud. Un monument dédié à Sitting Bull a été installé sur son lieu de sépulture à Fort Yates. Un autre monument, avec son buste sur un piédestal, surplombe la rivière Missouri au site funéraire de Mobridge.
Cette ville est devenue le siège tribal de la tribu Sioux Standing Rock.

## Géographie
Fort Yates se trouve à environ 100 km au sud de Bismarck, la capitale de l’État, sur la rive ouest du lac Oahe.

## Démographie
| 1970  | 1980 | 1990 | 2000 | 2010 | - |
| ----- | ---- | ---- | ---- | ---- | - |
| 1 153 | 771  | 183  | 228  | 184  | - |

## Galerie photographique

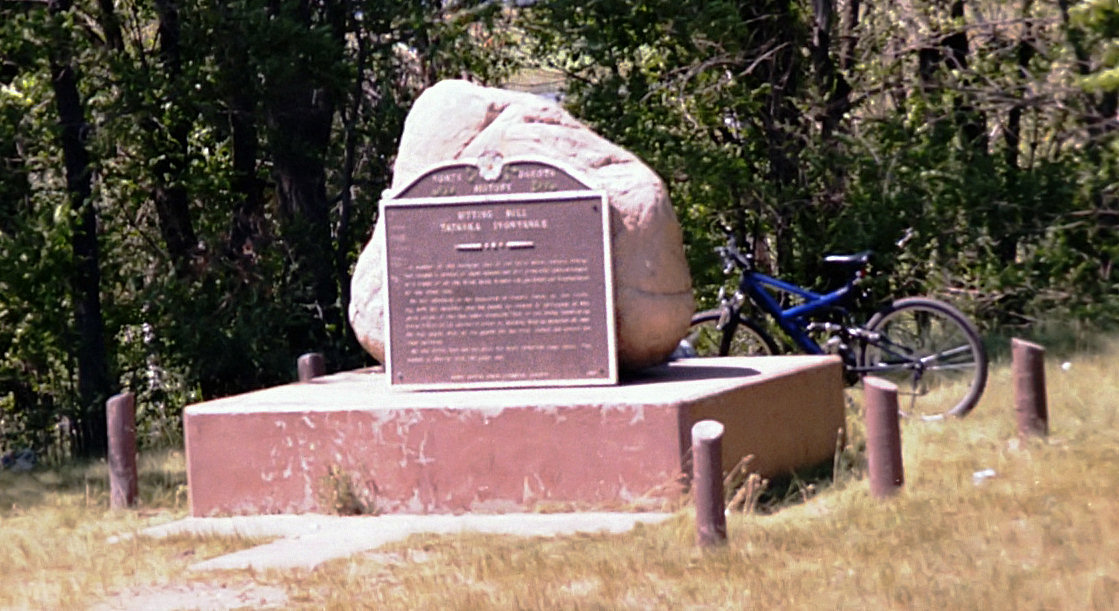
Le monument à la mémoire de Sitting Bull
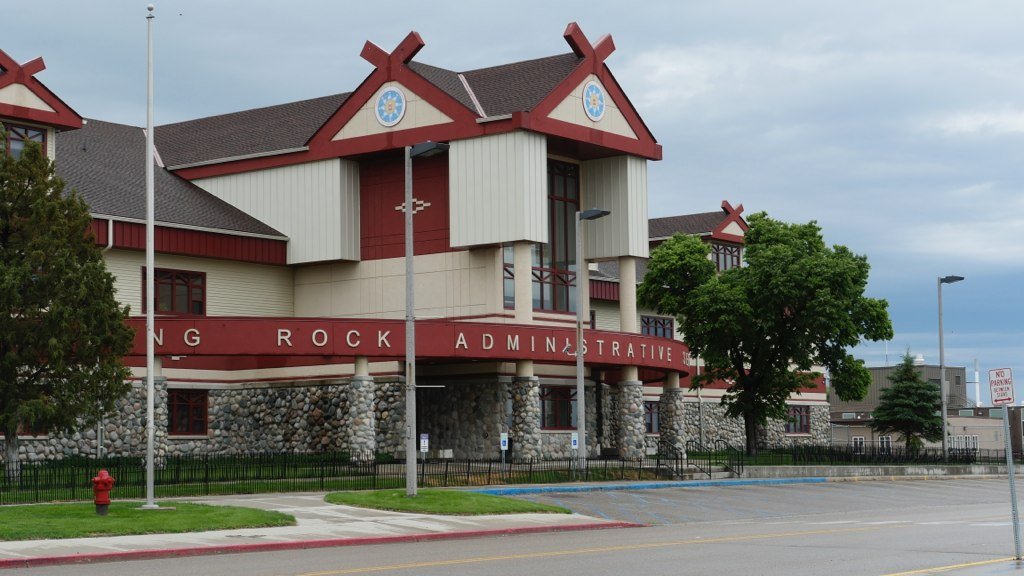
Bâtiment administratif de la réserve indienne de Standing Rock
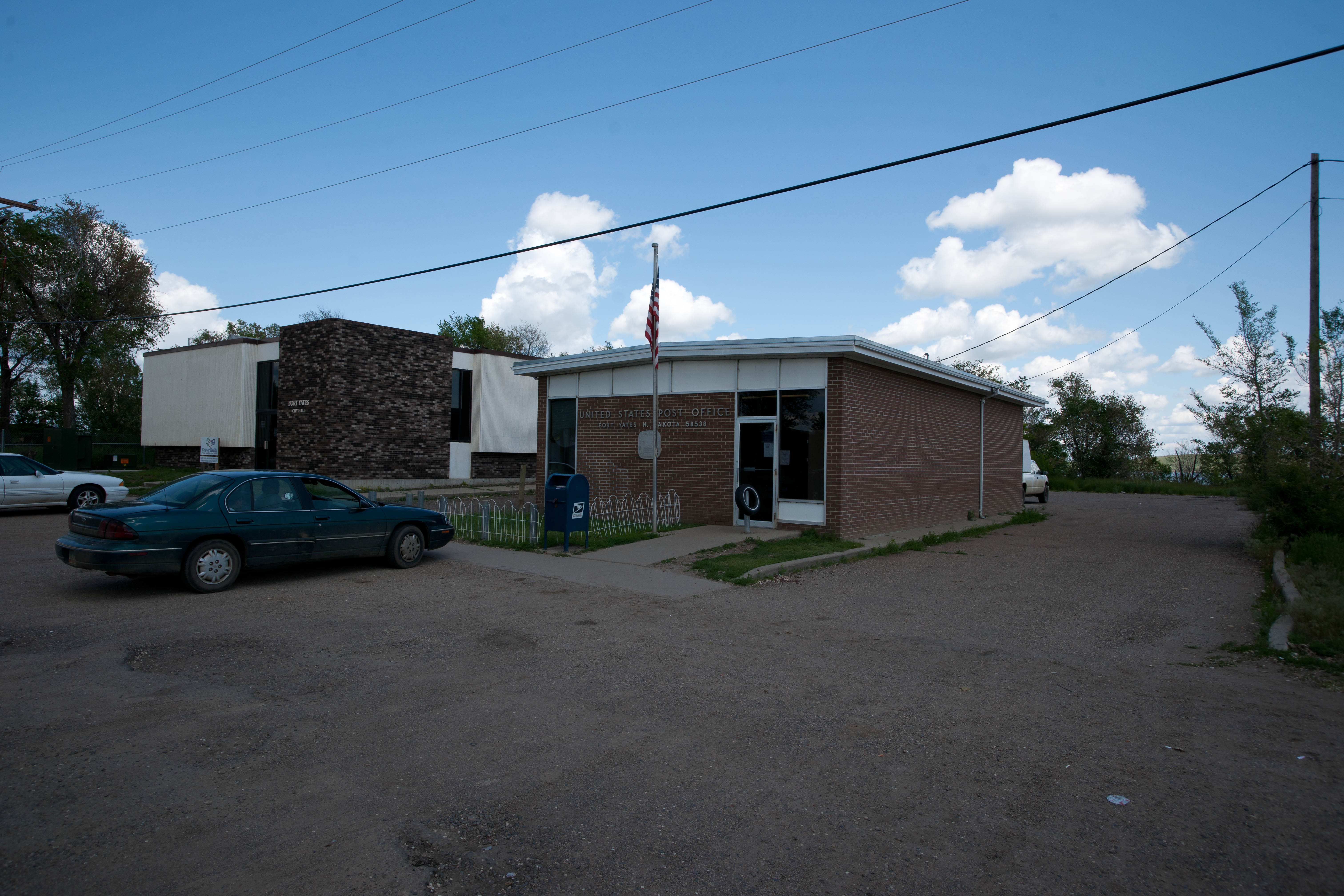
Le bureau de poste de Fort Yates